# Malcus furcatus
Malcus furcatus är en insektsart som beskrevs av Stys 1967. Malcus furcatus ingår i släktet Malcus och familjen Malcidae. Inga underarter finns listade i Catalogue of Life.